# 보소 5세 (프로방스)
보소 5세 드 프로방스(Boso V de Provence, 844년/850년 2월 19일 또는 12월 19일 - 887년 1월 11일)는 프랑크 왕국의 귀족이자 이탈리아 총독, 프로방스의 공작, 빈의 백작, 879년부터는 프로방스의 왕이었다. 879년 4월 서프랑크 왕국의 루이 2세의 사후, 혼란한 틈을 타 부르고뉴와 프로방스를 차지하고 스스로 왕이라 자처하였다. 보손(Boson de Provence) 또는 보소 폰 비엔나(Boso von Vienne) 등으로도 불리며, 아를의 백작으로는 보소 5세(Boso V)이기도 하다. 카롤링거 왕조의 겹사돈이자 서프랑크 왕국 초기의 유력 귀족이었다.
그는 황제인 이탈리아인 루트비히 2세의 딸이자 독일인 루트비히 2세의 외손녀인 이르멘가르트와 결혼했으며, 맹인왕 루트비히 3세의 아버지이다. 그의 이모 토이트베르가는 로타링기아의 왕 로타르 2세의 정비였다. 또한 그의 누이 오툉의 리첼다는 대머리 카를 2세의 후처였다. 879년 말더듬이 루이의 죽음을 계기로 프로방스와 부르군트 귀족들은 그를 왕으로 추대했다. 그가 자립을 선언하자, 루이 3세와 샤를로망은 동프랑크의 카를 3세와 손잡고 그를 격퇴했고, 일시적으로 프로방스와 부르고뉴를 흡수하는데 성공하지만 카를 3세 사후 프로방스와 부르고뉴는 그의 아들 맹인왕 루트비히 3세가 하부를, 친척들이 상부 분할해 차지하게 된다.

## 생애

### 가계 배경과 초기 활동
보소 드 프로방스는 844년 또는 850년 무렵 로트링겐에서 로트링겐의 백작이자 고르즈의 평신도 수도원 원장인 비빈 드 고르즈와, 그의 아내로 토리노의 후작이자 로트링겐의 후작이자 보소의 딸 아를의 리첼다 사이에서 태어났다. 고르즈의 평신도 수도원 원장이던 그의 아버지 비빈 드 고르즈는 경건왕 루트비히와 그의 네 아들이 상속권과 영토분할을 놓고 분쟁을 벌일 때, 이탈리아의 군주였던 로타르 1세의 캠프에서 활약하였다. 친 삼촌이자 고르즈의 비빈의 동생 리샤르는 경건왕 루트비히가 세 아들과 전쟁을 벌일 때 경건왕 루트비히의 장수로 활약했다.
같은 이름의 외할아버지 토리노의 보소(855년 사망)는 토리노의 후작이자 로트링겐의 후작이며, 아를 백작, 이탈리아 백작 등을 겸했다. 외할아버지 보소는 인겔트루드(Ingeltrud)에게서 리첼다라는 딸 외에도 몇 명의 자녀를 더 두었다.
외할아버지 보소 드 토리노의 장남으로 보소의 외삼촌인 보소는 자신의 아버지를 계승했고, 다른 외숙들인 성 마우리키우스 성당(St. Maurice's Abbey)의 평신도 수도원장 힉베르트(Hucbert), 같은 이름인 발루아 백작 보소는 보소의 외삼촌들이고, 다른 이름이 알려지지 않은 외삼촌 1명은 론 계곡에서 쥐라산맥과 알프스산맥 근처에 출몰하던 노상 강도였다. 그들의 누이이자 로트링겐의 군주 로타르 2세의 정비였던 토이트베르가는 보소의 이모였다. 로타르 2세는 정비인 보소 드 프로방스의 이모 토이트베르가에게서 자녀가 없자, 로타르 2세는 토이드베르가가 자신의 오빠 힉베르트와 간통했다는 소문을 퍼뜨렸지만, 결국 이혼에 실패하고 말았다. 보소의 외삼촌 힉베르트는 벨프 가문의 콘라트 2세와 싸우다가 패하여 사망했다. 보소는 외삼촌 중 한 명인 힉베르트로부터 869년 성 마우리키우스 성당의 평신도 수도원장직을 물려받았다.
후에 부르군트와 이탈리아의 군주가 된 아를의 위그와 그 아들 로타리오 3세는 프로방스인 보소 5세의 외삼촌 힉베르트의 아들인 아를의 테오발트의 아들들이었다.

### 전쟁에 출정
프로방스의 제후였던 보소는 860년 무렵에 이미 서프랑크의 왕 대머리 카를의 시종이었다. 한편 보소의 삼촌인 힉베르트는 로트링겐의 왕 로타르 2세의 시종이었다. 나중에 그는 신성 로마 제국의 루트비히 2세의 딸이자 독일인 루트비히 2세의 외손녀인 이르멘가르트와 혼인하였다. 이들 사이에서는 아들 루트비히 3세가 태어났다. 그 뒤 870년 자신의 누이동생 리첼다를 상처한 카를 2세에게 시집보내 서프랑크의 유력귀족이 되어 카롤링거 왕조와 이중의 인척관계를 형성하였다.
870년 초가을 보소 드 프로방스는 메르센 조약을 전후해서 보소는 고티아의 베른하르트와 함께 출정, 프로방스의 실력자인 루시용의 게르하르트를 격파했다. 같은 해 대머리 카를은 루시용의 게르하르트에게서 리옹, 비엔나 백작직을 빼앗아 보소를 리옹 백작직과 비엔나 백작직에 임명하여, 겸임하게 된다. 870년 가을에는 카를 2세에게 트루아의 백작직도 받았다. 트루아는 그가 루이 3세, 샤를로망 형제 및 카를 3세에게 패하면서 잃어버린다.
로타르 2세의 충성스러운 신하였던 루시용의 게르하르트를 미워한 대머리 카를은 게르하르트의 작위나 영토를 대부분 보소에게 넘겨주었다. 871년 1월 카를 2세는 연속으로 루시용의 게르하르트의 영지인 비엔나와 리옹, 시르주한 부르군드(후일의 프로방스)의 주지사 직에 보소를 임명한다. 872년에는 카를로부터 아키텐 왕국의 궁정 행정관에 임명되었다. 이는 867년 아키텐의 분국왕에 봉해진 말더듬이 왕 루이 2세의 궁정의 자문 역할이었다. 동시에 카를 2세는 제라르 드 오베르뉴(841년에 퐁트누아의 전투에서 전사한 제라르 드 오베르뉴의 아들)의 부르주와 체임벌린의 주지사직을 보소에게 넘겨준다.

### 이탈리아 원정
875년 대머리 카를은 그를 프로방스 백작에 임명하여 파견, 프로방스를 다스리게 했다.
875년 가을 그는 카를 2세의 첫 이탈리아 원정에 동행했고, 파비아까지 대머리 카를을 수행하였다. 카를은 파비아에서 교황 요한네스 8세로부터 신성 로마 제국 황제관을 받았고, 카를은 보소를 이탈리아 공작과 프로방스 공작에 임명했다.
876년 2월 카를 2세는 그를 이탈리아 총독에 임명하여 롬바르드로 보내 파비아에 체류시키고, 그의 친척이던 프로방스와 부르군트의 귀족들 일부를 이탈리아에 상주시키기도 했다. 이후 877년 카를이 죽고 바이에른의 카를만이 침략할 때까지 그는 이탈리아 총독으로 재직했다. 보소는 876년 3월 무렵 이탈리아인 루트비히 2세의 딸 이르멘가르트와 결혼했다. 이는 서프랑크의 대머리왕 카를의 후처가 된 누이 오툉의 리첼다의 적극적인 주선에 의해서였다. 또한 카를 2세는 이탈리아 지역에서의 자신의 대리인으로 보소를 매우 선호하였다. 보소는 870년 이탈리아에 체류 중 카를 2세에게 비엔나 백작직도 부여받았다.
877년 5월 보소는 카를 2세의 소환령을 받고 서프랑크로 귀환했다. 카를 2세는 대신 부르고뉴의 콘라트 1세의 아들이자 바이에른의 유디트, 바이에른의 엠므의 조카인 위그를 보내서 대신 통치하게 했다.
보소 드 프로방스는 다시 카를 2세에게 이탈리아 원정을 종용하지만 카를은 877년 8월에 사망한다. 이탈리아로 돌아간 보소는 교황에게 대머리 카를의 아들 말더듬이 루이 2세에게 신성 로마 제국 황제관을 수여할 것을 강요했다. 같은 877년 보소의 삼촌인 백작 에크하르트(Ecchard)가 죽자 보소는 마콩 카운티와 살롱 카운티를 물려받았다. 이로서 보소는 론 계곡 주변의 여러 지역을 자신의 영지로 만들 수 있었다.

### 프로방스, 부르군트의 군주

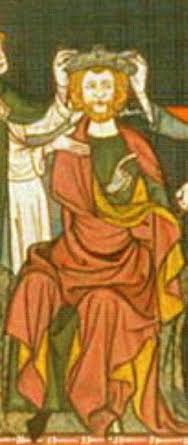
보소의 대관식을 묘사한 그림
(14세기작)

879년 4월 말더듬이왕 루이 2세가 갑자기 사망하자 보소는 그의 어린 두 아들의 후견인을 자처하였다. 그러나 서프랑크 왕국의 혼란을 이용, 보소는 879년 7월 론강과 사온느 강 주변의 일부 주교들로부터 축성, 세례를 받았다. 10월 15일 아를, 오툉, 아비뇽, 본느, 브장송의 6개 지역 대주교와 17명의 주교들을 소집하고 스스로 프로방스와 부르군드의 왕으로 즉위하였다. 그의 영지는 프로방스, 부르군트와 론 강의 남쪽 일대, 그리고 제네바 호수와 지중해가 내려다보이는 지역이었다.
살롱, 디종, 제네바, 그르노블, 랑그르, 로잔, 리옹, 마콘, 마르세유, 트루아, 발렌시아, 비엔나, 타렌타이즈(Tarentaise), 토레네(Tonnerre) 등의 주교와 성직자들은 옛 부르군트 왕국을 복원하겠다는 그의 뜻에 동조하여 그를 지지하였다. 보소는 곧 비엔나와 갈리아 지역에서 저명한 법률가들을 고용하여 자신의 법관으로 삼았다.
이때 보소의 측근들은 혼란상태인 이탈리아의 왕관을 보소에게 수여하려 했다. 그러나 교황 요한네스 8세는 이들의 요청을 거절하였다. 880년 7월 보소는 컨피던스 수도원장 길리온 드 투르뉘(Gilon de Tournus)를 랑그르의 백작 주교로 임명한다.

### 루이 3세 형제와 전쟁
루이 2세 사후 아버지의 영토를 남북으로 나눠서 다스리기로 한 루이 3세와 샤를로망 형제는 880년 아미앵에서 군사를 일으켜 보소를 공격하였다. 880년 6월 루이 3세와 샤를로망 형제와 만나 협상을 시도했으나 실패, 그는 881년 8월부터 11월까지 비엔나에서 루이 3세, 서프랑크의 샤를로망 형제 및 동프랑크의 카를 3세의 연합군을 상대해야 했다. 루이 3세, 샤를로망 형제 및 비만왕 카를 3세의 비엔나 공격은 실패했지만, 보소의 군대는 전쟁 도중 도주했고 그의 영지인 오툉, 브장송, 샬롱, 마콘 등을 점령했다. 이어 서프랑크의 루이 3세와 샤를로망 형제는 보소의 영역 북부를 공격했고 이어 동프랑크의 카를 3세 비만왕도 이들에게 합세했다.
보소 드 프로방스는 황제였던 자신의 장인 이탈리아인 루트비히가 자신을 후계자로 내정했다며 황제관을 요구하기도 했다. 그러나 882년 8월 보소의 군대는 루이 3세, 서프랑크의 샤를로망 형제 및 동프랑크의 카를 3세의 연합군에 의해 비엔나에서 포위당한 뒤 최종 격파당한다. 보소는 두 번 결혼했는데 첫 부인의 이름은 실전되어 알려지지 않았다. 두 번째 부인이 이탈리아의 황제 루트비히의 딸 이르멘가르트이다. 882년 8월 보소의 군대는 루이 3세, 서프랑크의 샤를로망 형제 및 동프랑크의 카를 3세의 연합군과 교전할 무렵, 비엔나에 남아 있던 보소의 두번째 부인인 이탈리아의 이르멘가르트와 아들 맹인왕 루트비히는 보소의 친동생인 리처드 정의공의 항복 회유로 그해 9월 비만왕 카를 3세에게 넘겨지기도 했다.
보소의 딸들 중 한명인 엔젤베르그(Engelberge) 또는 에텔베르그(Ethelberga)는 878년 루이 2세의 주선으로 샤를로망과 약혼, 결혼했지만 샤를로망 사후 아키텐 공작 윌리엄 경건공과 재혼하였다.

### 최후
보소는 887년 1월 10일에 사망하고 그의 영지는 비만왕 카를 3세에게로 넘어갔다가 888년 11월 카를 3세가 아르눌프에게 폐위된 후에 아들 맹인왕 루트비히에게 계승되었다. 보소가 죽자 그의 친동생 리처드 정의공은 조카 맹인왕 루트비히를 보호하는 것을 주저하였다. 이탈리아의 이르멘가르트는 자신의 5촌 아저씨이자 외삼촌이기도 한 동프랑크의 비만왕 카를 3세에게 아들 맹인왕 루트비히의 보호를 요청했고, 비만왕 카를은 흔쾌히 수락하고 동시에 맹인왕 루트비히의 후견인이 되고 자신의 양자로 받아들이기도 했다.

### 사후
시신은 비엔나의 세인트 모리스 성당에 안치되었다. 그의 사후 프로방스와 부르고뉴는 카를 3세 사후 보소의 아들 맹인왕 루트비히와 그의 친척인 이탈리아의 위그가 하 부르고뉴와 프로방스를 계승하고, 보소의 사위이자 먼 친척인 콘라디안 가문의 루돌프 1세가 888년 상 부르고뉴를 차지했다. 보소의 본처에게서 얻은 프로방스의 윌라(873 - 914)는 루돌프 1세의 처가 되었다. 루돌프 1세의 사후 윌라는 다시 보소의 친척이기도 한 아를의 위그와 재혼하였다. 루돌프 1세의 아들 루돌프 2세는 그의 아들 맹인왕 루트비히와 조약을 체결한 후 이탈리아의 위그에게 하 부르고뉴를 넘겨받아 부르고뉴를 재통일했다.
한편 부르고뉴의 손 강 서쪽은 그의 동생인 오툉 공작 리샤르가 차지한 뒤, 리샤르의 아들인 부르고뉴의 라울이 계승했다. 그뒤 라울의 처남 대 위그에게 넘어갔다가 대 위그의 아들 위그 카페 때 프랑스의 영지로 병합되었다.

## 기타
부르고뉴는 후일 프랑스 발루아 왕가의 장 2세가 자신의 아들 필립에게 준 뒤 필립의 증손 샤를의 딸 마르그리트가 합스부르크가의 막시밀리안과 결혼하면서 독일로 넘어가게 된다. 부르고뉴는 루이 13세 때에 다시 프랑스가 차지하게 된다.
손 강 동쪽의 부르고뉴는 그의 친척인 콘라디안 가문이 단절된 뒤에는 콘라디안 가문의 인척인 살리어 왕가의 콘라트 2세에게 계승되었다가 1254년 콘라트 2세의 후손인 콘라딘의 사후 프랑스가 병합하게 된다.

## 같이 보기
| - 리첼다 - 루트비히 3세 - 루트비히 2세 - 카를 3세 - 샤를로망 - 카를 2세 - 루돌프 1세 - 프로방스의 샤를 2세 | - 루이 2세 - 루이 3세 - 카를 3세 - 샤를로망 - 지게베르트 6세 |

| 전임 루이 2세 말더듬이왕 | 프로방스와 빈의 제후 879년 - 887년 | 후임 루트비히 3세 |

| 전임 루트비히 2세 말더듬이왕 | 프로방스의 왕 879년 - 887년 | 후임 루트비히 3세 맹인왕 |

| 전임 루트비히 2세 말더듬이왕 | 부르군드의 왕 879년 - 887년 | 후임 카를 3세 |